# Luis Navarro Garnica
Luis Navarro Garnica (Pamplona, 25 marzo 1904 – Madrid, 31 marzo 1995) è stato un militare spagnolo, Jefe de Estado Mayor dell'Ejército del Aire e altresì noto per essere stato il 14º presidente dell'Atlético Madrid, dal 1939 al 1941.

## Biografia

### Carriera militare
Nel 1919 fece ingresso come cadetto nell'Ejército de Tierra durante la campagna in Marocco. Nel 1923 si incorpora all'Ejército del Aire e due anni dopo diventa capitano.
Durante la guerra civile spagnola viene inquadrato nel Bando nacional, decorato poi al termine della guerra, essendo già tenente colonnello nel 1940.
Nel 1941 viene nominato addetto aereo presso l'Ambasciata di Roma. Nel 1944 viene dapprima destinato a Logroño e successivamente a Saragozza, occupando diversi posti di responsabilità in ambito militare, prima di conseguire il grado di tenente generale nel 1965 dal momento che venne nominato Jefe del Estado Mayor del Aire e mantenne l'incarico per cinque anni.
Nel luglio del 1973 fu nominato consigliere del Regno da Francisco Franco.

### Sport
Nel dicembre del 1939, in seguito alla fusione tra Athlétic Madrid e Aviación Nacional nacque l'Atlético Aviación, fu nominato dal generale Juan Yagüe presidente del club.
Sotto la presidenza Navarro, l'Atlético vinse il suo primo titolo di Liga, nel 1940. Il 1º marzo 1941 fu sostituito dal tenente colonnello Manuel Gallego, in seguito alla sua nomina di ambasciatore a Roma.
Di ritorno in Spagna, nel 1944 fu trasferito a Logroño e divenne presidente del CD Logroñés fino al 1945.

## Palmarès
Sotto la presidenza Navarro, l'Atlético Madrid ha vinto:
- Due Campionati spagnoli (1939-40, 1940-41)
- Una Coppa Eva Duarte (1940)